# باهرة شاذة
باهرة شاذة (الاسم العلمي: Agave anomala) هو نوع من النباتات يتبع جنس الباهرة من الفصيلة الهليونية.